# Andreas Beck
Pour les articles homonymes, voir Beck.
Cet article concerne le footballeur. Pour le joueur de tennis, voir Andreas Beck (tennis).
Andreas Beck est un footballeur international allemand né le 13 mars 1987 à Kemerovo, en Union soviétique. Il évoluait au poste de défenseur latéral droit.

## Biographie
Formé au VfB Stuttgart, il fait ses débuts en Bundesliga lors de la saison 2005-2006. Il se distingue alors qu'il n'a que dix-neuf ans comme un grand espoir du football allemand. Après trois saisons sous les couleurs de Stuttgart, il rejoint en 2008, le club du 1899 Hoffenheim où il s'impose rapidement comme titulaire sur le flanc droit de la défense.
Les bons résultats du club au début de la saison 2008-2009 le propulse sur le devant de la scène et il honore sa première sélection sous le maillot de l'Allemagne le 11 février 2009 en match amical contre la Norvège.
Andreas Beck est un défenseur polyvalent tantôt capable de jouer sur le flanc droit, tantôt sur le flanc gauche de la défense. C'est entre autres cette polyvalence qui fait de lui le remplaçant d'Arne Friedrich dans l'esprit de Joachim Löw, au sein de la Nationalmannschaft, lors de la préparation à la Coupe du monde 2010. Ceci au grand désarroi d'autres prétendants moins polyvalents auteurs de saisons moyennes, à l'image d'Andreas Hinkel, de Patrick Owomoyela ou de Gonzalo Castro.
Néanmoins, en raison de la blessure d'Heiko Westermann, Holger Badstuber lui est préféré lors de l'annonce du groupe des 23, ce dernier pouvant également jouer au poste de défenseur central. Andreas Beck ne dispute donc pas le Mondial en Afrique du Sud.
Après un passage de 3 saisons entre 2019 et 2022 au KAS Eupen, il décide de prendre sa retraite fin 2022.

## Palmarès

### Clubs
- VfB Stuttgart
  - Champion d'Allemagne en 2007
- Beşiktaş JK
  - Championnat de Turquie en 2016 et  2017

### Sélection
- Allemagne
  - Vainqueur de l'Euro espoirs en 2009